# Escuadrón de élite
El Equipo título original: (Antigang) es una película de acción francesa del año 2015 dirigida por Benjamin Rocher y protagonizada por Jean Reno. Es un remake de la película de 2012 El Sweeney, inspirada en la serie televisiva popular El Sweeney.

## Sinopsis
El legendario policía Serge Buren (Jean Reno) es el líder de un escuadrón de policías de élite con métodos poco convencionales, y a los que poco importa usar bates u “olvidarse” del reglamento a la hora de realizar arrestos. Todo se complica cuando unos ladrones roban con facilidad varios bancos y joyerías de la capital francesa...

## Casting
- Jean Reno como Serge Buren.
- Caterina Murino como Margaux.
- Alban Lenoir como Cartier.
- Thierry Neuvic como Becker.
- Stéfi Celma como Ricci.
- Oumar Diaw como Manu.
- Jean-Toussaint Bernard como Boulez.
- Sébastien Lalanne como Genovés.
- Stephen Scardicchio como Fedor.
- Jakob Cedergren como Kasper.
- Michaël Troude como Zied.
- Karl Amoussou como Reda.
- Frédéric Dessains como Jamart.
- Vincent Gatinaud como Grégoire.
- Sabrina Ouazani como Nadia.
- Jess Liaudin como Waked.
- Féodor Atkine como Tancrède.